# Aloysia scorodonioides
Aloysia scorodonioides là một loài thực vật có hoa trong họ Cỏ roi ngựa. Loài này được (Kunth) Cham. mô tả khoa học đầu tiên năm 1832.